# Voq
Voq   ()(també conegut com "el fill de ningú") és un personatge fictici de la sèrie Star Trek: Discovery interpretat per l'actor Shazad Latif.
És un klingon albí i fervent seguidor de T'Kuvma, que l'acull a la seva casa. Després de la mort de T'Kuvma a la batalla de les estrelles binàries, esdevé el líder del seus seguidors tot i que és traït temps després quan arriba Kol i és abandonat a bord de la danyada nau Sarcophagus.
Mesos després és rescatat per L'Rell que el sotmet a un dolorós procés per assemblar-se a un humà, Ash Tyler, un presoner dels klingon i infiltrar-se a la federació com espia. En acabar el procés, la personalitat de Voq queda amagada sota la personalitat d'Ash i només apareixerà quan L'Rell li reciti una pregària klingon.
Completada la transformació és tancat a una presó klingon on acaba coincidint amb el capità Gabriel Lorca qui l'allibera i el porta a la USS Discovery. En aquesta nau tornarà a coincidir amb L'Rell quan aquesta és capturada en una altra missió.